# Заруцький вапняний завод

Панорама - вигляд на завод

Заруцький вапновий (вапняний) завод  - історична назва заводу з видобутку та обробки  крейди. На даний момент -  виробнича ділянка ПрАТ "Сумиагропромбуд". ПрАТ “Сумиагропромбуд” є лідером у своїй галузі і займає перше місце в Україні за обсягами виробництва меленої крейди.

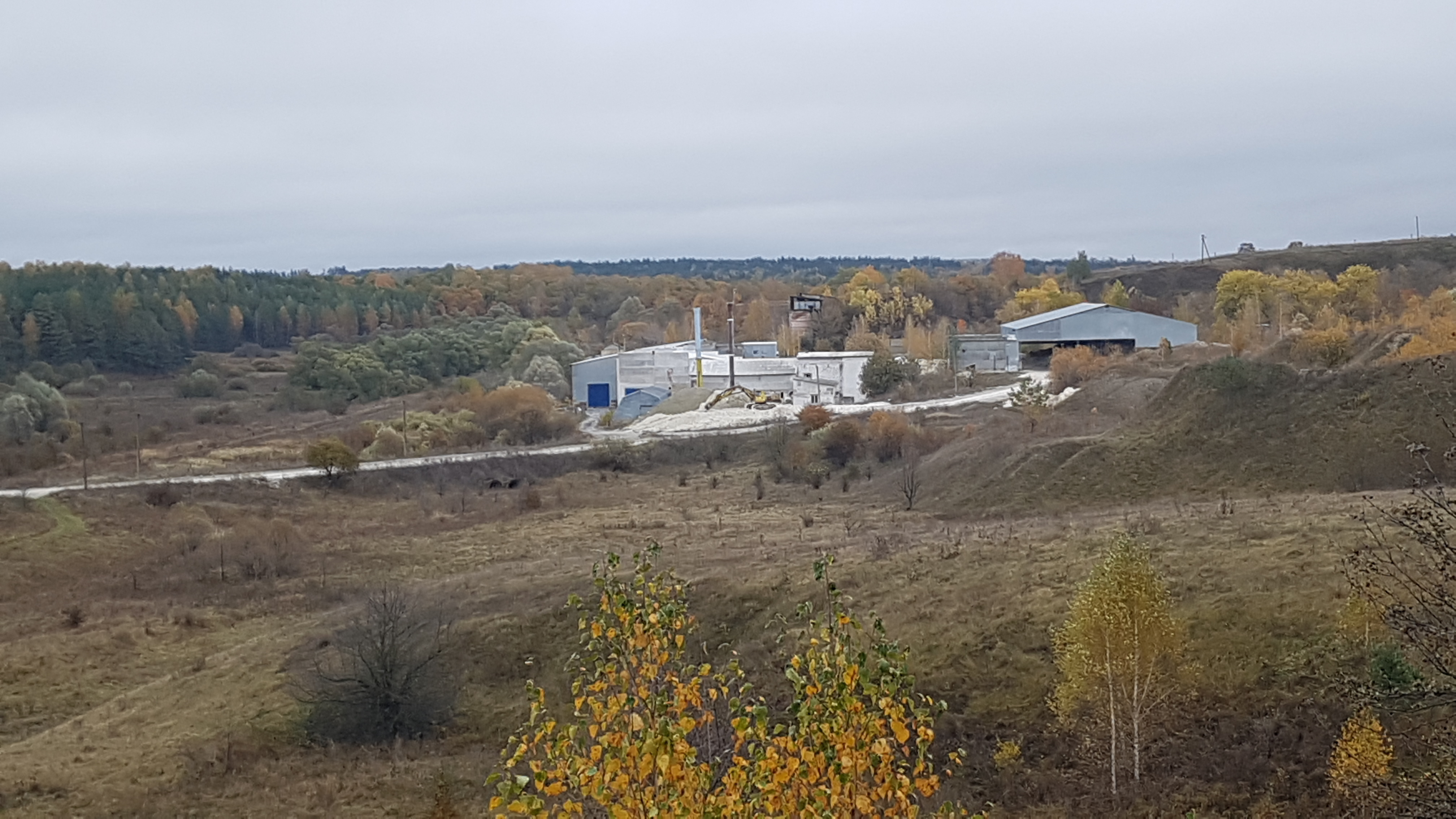
Вигляд на млин

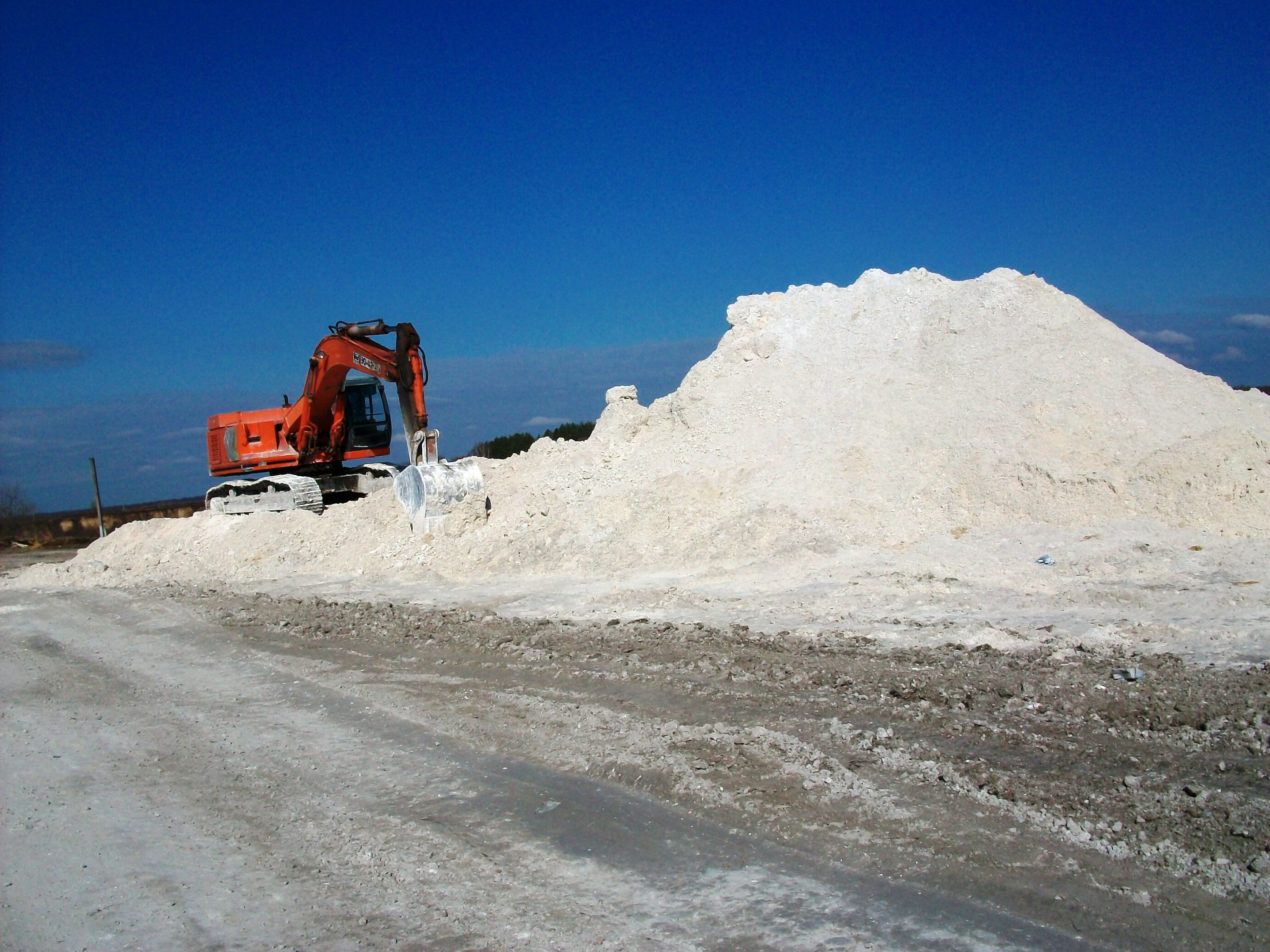
В роботі

Продукція цього підприємства має широке застосування в різних галузях української промисловості.Підприємство є виробником екологічного кальцієвого добрива, поставки якого вже здійснені таким великим гравцям аграрного ринку, як «Кернел», «Миронівський хлібопродукт», «Росток Холдинг», «Бонтруп Україна».З 2016 року було розроблено технологічне рішення для випуску нової для підприємства марки крейди «Крейда мелена для вапнування ґрунтів».Цей новий продукт дозволяє не тільки збільшити рентабельність вирощування сільськогосподарських культур, а й поліпшити стан орних земель.Крім цього, продукція підприємства успішно застосовується в тваринництві та виробництві комбікормів, виробництві сухих будівельних сумішей, скла, керамічної плитки, кабельної продукції, вогнетривів і підлогових покриттів.

## Розташування
Заруцький вапновий (вапняний) завод знаходиться на околиці села Будівельне Глухівського району Сумської області.
Завод знаходиться в безпосередній близькості від родовища так званих органогенних порід крейди (осадових порід), які є основною сировиною для роботи підприємства.

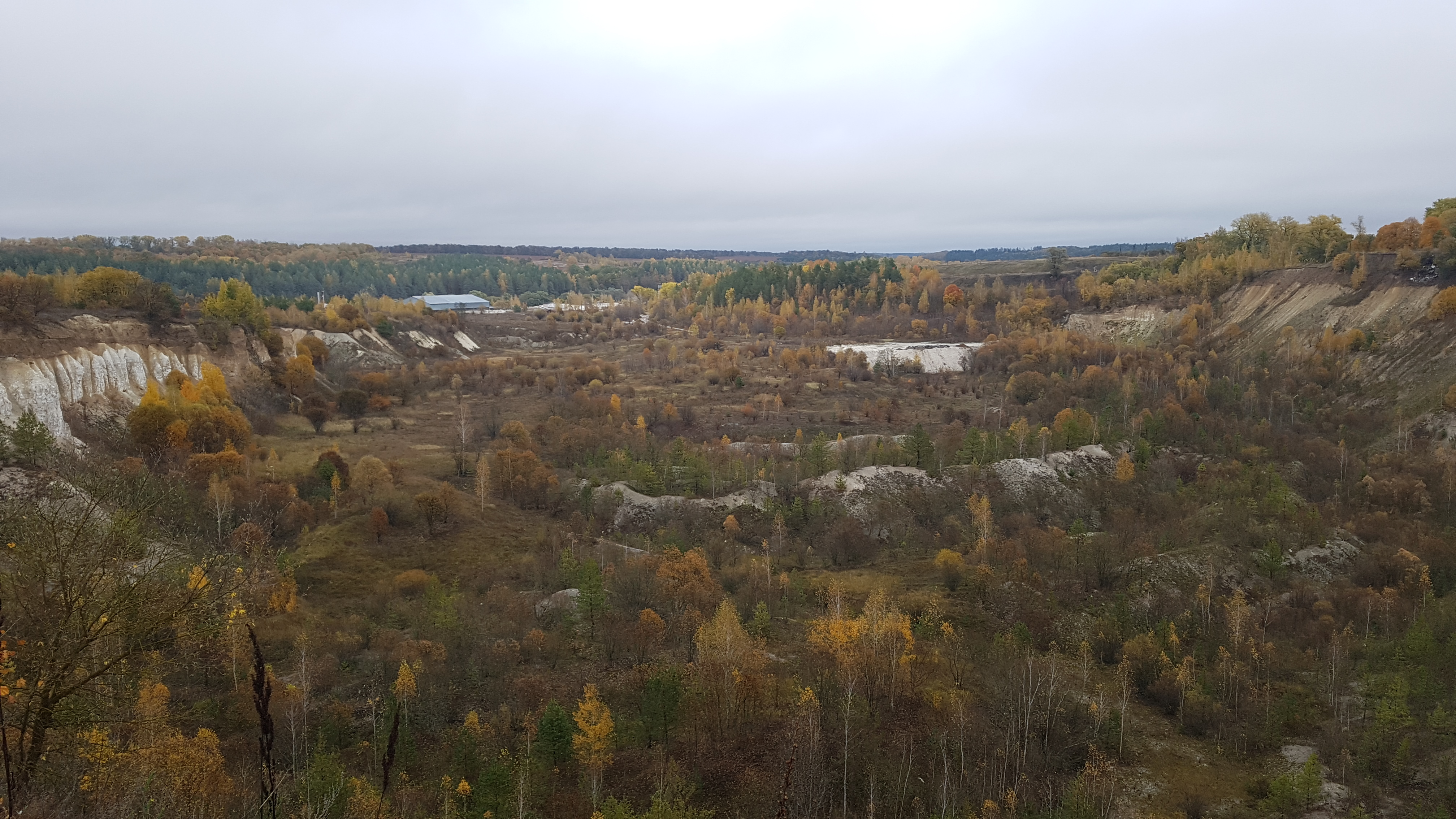
Крейдяні гори старого кар'єру

## Родовище
Заруцьке крейдяне родовище знаходиться в десятці найбільших родовищ крейди на території України. Крейдяні поклади характеризується високою якістю крейди (частка карбонату кальцію СаСО3 становить від 97,64 до 99,00% і відноситься до класу «А»). Виходячи з даних геологічної розвідки 1978 року, обсяг сировини становить 71 114 млн. тонн по А + В + С1 якісними показниками сировини.
В даний момент для видобутку сировини розробляється ділянка загальною площею 20 га, на якій зосереджено близько 53 млн. тонн сировини.У прихованій частині родовища знаходиться нова ділянка «Північна», запас крейди якої становить 21 млн. тонн.http://www.sapb.com.ua/ru/history/

## Продукція
В даний момент на заводі виготовляється наступна продукція : "Крейда МТД - 1","Крейда МТД - 2","Крейда МТД - 3","Крейда ММ - 1","Крейда ММ - 2","Крейда ММ - 3","Крейда МК - 1","Крейда МК - 2","Крейда МК - 3","Крейда ММІП - 1", "Вапно будівельне".http://www.sapb.com.ua/ru/catalog/

## Історія

### Перші видобутки
Вперше освоєння "крейдяних гір" розпочалося в кінці 18 століття у часи Сергія Сидоровича Дергуна, який володів на той час  землями сучасних сіл Заруцьке та Білокопитове. На початку 19 століття були побудовані перші печі для випалення вапна. Пізніше, Петро Вильгельмович Бек разом з Миколою Григоровичем Радченко, які в той час стали власниками крейдяних гір, заснували Заруцький крейдяний завод, який через деякий час став випалювати - вапна до 25 000 пудів на рік. З самого свого початку завод знаходився в оренді в Ізраїля Абрамовича Янпольського.
У 1895 році по дачах села Наумівка пройшла вузькоколійна залізно-дорожня гілка "Ворожба - Середина-Буда", яка пов'язала
Глухів з основними залізничними магістралями. В районі крейдяної гори і вапнового заводу була влаштована станція «Роз'їзд Заруцький», завдяки чому видобуток, виробництво і відвантаження крейди та вапна на Заруцькому заводі різко зросли. Станція займалася виключно відправкою вантажів, яких відпускалося до 125 тис. пудів на рік.

### Радянські часи
До 60-х років минулого століття видобуток крейди з кар'єрів вівся вручну. За допомогою кирок відколювались шматки породи, вантажилися на вагонетки і відправлялися на завод.

### Часи незалежності
З 1997 р  підприємство зазнало ряд змін як у своїй структурі, так і в своїй виробничій політиці. Таким чином, підприємство видобуває сировину і переробляє його в популярні види продукції.
З 2007 по 2009 рр. підприємство було модернізовано, був побудований цех переробки, сушіння і подрібнення крейди потужністю 60 тис. тонн товарної продукції в рік з можливим збільшенням обсягів виробництва в два рази. У 2010 році була запущена технологічна лінія з виробництва гідрофобізованих тонкоподрібнених видів крейди. 